# ISOPP
ISOPP（イソップ、1977年10月24日 - ）は、日本のダンサーである。本名：丸山 悟史（まるやま さとし）。福岡県出身。所属チームはBRONX（解散）、Perfect combustion（活動休止中）、Fire works、大和。所属事務所はよしもとクリエイティブ・エージェンシー。

## 経歴

### 〜BRONX時代
福岡県広川町で生まれ育つ。小さい頃はジャッキー・チェンなど、アクロバティックな俳優を好む少年であった。テレビで見たダンス甲子園に衝撃を受け友人とロックダンスを始めるが、地元福岡の「BE BOP CREW」のあまりのうまさ、格好よさを見て挫折し、ブレイクダンスを始める。ダンス甲子園のビデオでひたすら「IMPERIAL JB'S」のパフォーマンスを研究、その動きを真似て独学で技術を磨く。後に実際にIMPERIAL JB'SのKIDに師事し多大な影響を受ける。
そして当時大阪のシーンの中心であったチーム「ぼけ＆ツッコミ」の噂を聞き大阪へ。ISOPPが大阪へ進出した頃丁度ぼけ＆ツッコミは解散してしまうが、その中心人物であったKAZUをクラブで待ち伏せしバトルを挑む。バトルの後二人は意気投合し、チーム作りへと動き始めた。メンバーを増やしながらいくつかのコンテストなどに出演し、ダンスディライトで3位に入賞。その後チーム、個人ともに実力をつけた。この活躍は現在のシーンを牽引することになるダンサー達にも多大な影響を与え、同時に現在の日本のシーンの土台を形成した。2000年ついにBATTLE OF THE YEAR JAPANが開催されるが、決勝で東京の「早稲田BREAKERS」に敗れ準優勝に終わる。同年アメリカのFREE STYLE SESSIONに参加するもレベルの違いを見せつけられることとなり、その後様々な事情が積み重なり遂にBRONXは解散してしまう。

### BRONX解散後〜Perfect Combustion時代
ISOPPはBRONXのメンバー数人とPerfect Combustionを結成し、活動拠点を関東へ移す。Perfect CombustionはダンスとRAPという新しい表現スタイルで自分たちの持つヒップホップの世界を表現し、メジャーシーンに挑戦した。また神奈川を拠点としていた「YOKOHAMA CITY BREAKERS」のO-HASHIらと共にFIRE WORKSを結成する。FIRE WORKSのメンバーとしてBOTY JAPAN2001に挑戦するも決勝で全国の強豪チームのユニット「Team Ohh」に敗れる。翌2002年のBOTYも関西の「一撃」に敗北し、BRONX時代から数えて三年連続準優勝という結果に終わり、この後ISOPPは数か月の間ダンスシーンを離れる。
しばらく無気力状態の生活を送っていたが、やはりダンスへの思いは断ち切れずゼロから自分のスタイルを構築し直すことを決意する。そして2003年FIRE WORKSのメンバーとして悲願のBOTY JAPAN優勝を勝ち取り、さらにB-BOY PARKの1on1バトルで優勝、完全復活を果たす。BOTYドイツ決勝大会でもベスト4に加えBEST SHOW獲得という好成績を残した（それ以降BOTYには出場していない）。同じく2003年のFREESTYLE SESSION JAPANではFIRE WORKSとしてベスト4に進出。翌2004年の同大会では優勝し、日本では初開催となるFREESTYLE SESSION WORLD FINALに出場。
2005年のB-BOY PARKでは2003年に引き続き1on1で優勝し2連覇を達成。さらに大和のメンバーとしてフランスで行われる大会Total sessionに出場し優勝を手にする。同年のFREE STYLE SESSION JAPANではBRONXが再結成し準優勝、この事で世界一と語り始める。また以前から計画していた自身のソロパフォーマンスDVDを制作し自主制作盤として販売、後にメジャーレーベルから再発されることとなる。一方でPerfect combusitionは個々の活動が多くなったことなどを理由に一時活動休止する。

### Perfect Combustion活動休止〜現在
現在はメジャーシーンとアンダーグラウンドの中間であるミドルグラウンドを掲げ、メジャーとアンダーグラウンド、どちらでも活躍できるダンサーとして活動をしている。ダンスイベントだけでなく、DVDのプロモーションとして各地のレコード店をまわったり、地方のイベントでゲストとしてパフォーマンスを披露し、ストリートカルチャーの普及につとめている。
2007年・2008年に地元福岡県広川町の広川祭りに出演する。
2007年はMCUSKとのコラボが実現。
2007年11月よりインターネットTVにて冠番組「ISOPP WORLD」(WorldNet.TV・旧Shibutama.TV)開始。
2014年、難病指定されている後縦靭帯骨化症を患っていることを告白。同年9月に手術を行った。

## 人物
- ISOPPという名前は、声がスクール☆ウォーズの登場人物イソップに似ていることに由来する。
- ブレイクダンスを得意としているが、様々なジャンルのダンスを踊ることができる。Beatboxの達人でもあり、ヒットを打ちながら、あるいは片手ラビット（片手倒立の状態で跳ねる技）をやりながらBeatboxを行う（Beatboxを利用したものまねなどもある）。さらにグラフィティの腕も一流である他、DJもこなすなど多才な人物である。
- 尊敬しているダンサーは「STYLE ELEMENTS」のREMIND、「ROCK STEADY CREW」のPRINCE KEN SWIFT、「IMPERIAL JB'S」のKIDなど。
- 日常生活ではロックやヘヴィメタルを好んで聴いているらしく、イベントなどでもよくヘヴィメタルバンドのTシャツを着用している。
- 顔マネのネタを多数所有している。
- プレーリードッグを飼っている。名前は『プリン』である。
- 人生のテーマは完全燃焼。インタビューなどではほぼ必ず口にする言葉である。

しかし70点を目指せと言う。

## 出演作品
ソロ
- 「ISOPP WORLD 初回限定盤」（DVD）

ここでしか見ることのできない映像が存在。自主制作盤。
- 「ISOPP WORLD」（DVD）

自主制作盤。隠し映像が存在。
- 「ISOPP WORLD」（DVD）

メジャーレーベルであるヒューマンインターフェイスから発売。自主制作盤とは若干内容が異なるほか、著作権の都合で音楽等も変更がある。隠し映像が存在。
Perfect combustion
- 「PRIDE」(CD＋DVD)

PLEASURE GARAGEから発売されたパーカンのファーストシングル。DVDにはPV等が収録されている。
- 「Human Original four elements」（CD＋DVD）

パーカンのセカンドシングル。1stと同様DVD付。
Fire works
- Fire works（DVD）

ヒューマンインターフェイスから発売されたISOPPの所属するFire worksのDVD。
（出場イベント関連のものは省略。）

## 出演

### 雑誌
- ダンススタイル（リットーミュージック）
コラム 勝つ為の哲学（〜2007年1月） 新たなる挑戦（2007年2月〜）

### テレビ
- スーパーチャンプル（中京テレビ）
- あらびき団（TBSテレビ） - 2008年9月10日
- ものまねバトル・49（日本テレビ） - 2009年1月4日。コロッケと共演
- ストレッチマンV（2013年 - 2018年、Eテレ） - ストレッチマン オレンジ 役

### インターネットテレビ
- ISOPP WORLD（WorldNet.TV） - 2007年11月～

### CM
- のどごし〈生〉（2017年6月 - 、麒麟麦酒）難しい上司もこれで攻略！サラリーマン交渉バトルproduced by キリン のどごし〈生〉編[2][3]